# Albert Camus
Albert Camus, francoski novinar, pisatelj in filozof, * 7. november 1913, Mondovi (danes Dréan), Francoska Alžirija (danes Alžirija), † 4. januar 1960, Villeblevin, Yonne, Francija.
Camus je poleg Jeana-Paula Sartra najpomembnejši predstavnik francoske, pa tudi evropske eksistencialistične smeri v književnosti in edini pravi predstavnik filozofije absurda. Najbolj je poznan po romanu Tujec.

## Življenje
Njegova starša sta bila francoska priseljenca v Alžiriji. Zaradi vojne je kmalu po rojstvu ostal brez očeta ter se z mamo in bratom preselil v delavsko četrt v Alžiru, kjer je leta 1918 začel obiskovati osnovno šolo. Učitelj Louis Germain mu je pomagal pridobiti štipendijo za šolanje na prestižnem alžirskem liceju. Med študijem se je navdušil nad nogometom, plavanjem in boksom. Leta 1930 je zbolel za tuberkulozo in se preselil k stricu. Ob mentorstvu učitelja Jeana Grenierja se je začel zanimati za filozofijo. Navduševal se je predvsem nad starogrškimi filozofi in Friedrichom Nietzschejem. Leta 1933 se je vpisal na univerzo v Alžiru, kjer je diplomiral na oddelku za filozofijo. V tem času je spoznal Simone Hié, ki je kasneje postala njegova prva žena.
Leta 1935 se je pridružil Francoski komunistični partiji (Parti communiste français), ki jo je po enem letu zapustil in se pridružil Alžirski komunistični partiji (Parti communiste algérien), znotraj katere je organiziral t. i. Gledališče dela (Théâtre du Travail, kasneje preimenovano v Théâtre de l'Equipe). Leta 1938 je začel pisati za levičarski časopis Alger républicain, saj ga je močno skrbel vzpon fašističnih režimov v Evropi. Bil je antifašist in antikolonialist, priča ostremu ravnanju francoskih oblasti z Arabci in Berberi. Ko je bil leta 1940 Alger républicain prepovedan, je odpotoval v Pariz in prevzel mesto glavnega urednika dnevnika Paris-Soir. Posvetil se je pisanju prvega cikla – cikla absurda.
Med drugo svetovno vojno se je prijavil v vojsko, vendar je bil zaradi tuberkuloze zavrnjen. Med nemško okupacijo Pariza se je zatekel v Lyon. Leta 1940 se je poročil s pianistko in matematičarko Francine Faure. Z njo se je  vrnil v Alžirijo, kjer je poučeval na osnovni šoli. Po zdravniškem nasvetu se je preselil v francoske Alpe in se lotil ustvarjanja drugega cikla – cikla upora. Po vrnitvi v Pariz se je spoprijateljil z Jeanom-Paulom Sartrom in se vključil v krog intelektualcev s Simone de Beauvoir, Andréjem Bretonom in Marío Casares, s katero je bil nekaj časa v razmerju. Med okupacijo se je pridružil francoskemu odporniškemu gibanju ter pod psevdonimom delal kot novinar in urednik ilegalnega časopisa Combat.
Po vojni je deloval kot režiser, lektor in dramaturg pri založbi Gallimard. Z ženo sta postala starša dvojčkoma Catherine in Jeanu. Poučeval je na univerzah v ZDA in Latinski Ameriki. Ponovno je obiskal Alžirijo, kjer je še vedno vladal kolonializem. V tem obdobju je dokončal drugi cikel. Dodal mu je esej Uporni človek, v katerem zavrača totalitarni komunizem in zagovarja libertarni socializem in anarho-sindikalizem.
Leta 1957 je prejel Nobelovo nagrado za književnost ter začel s pisanjem avtobiografije Prvi človek, ki je ni dokončal in je izšla po njegovi smrti.
Umrl je v prometni nesreči.

## Filozofija

### Filozofija absurda
V nasprotju z Jeanom-Paulom Sartrom je bil Albert Camus najprej umetnik, šele nato filozof. Njegov temeljni filozofski nazor, ki se kaže skozi njegova literarna dela, je t. i. filozofija absurda. Izhodišča zanjo je postavil v filozofsko esejističnih spisih Sizifov mit (1942) in Uporni človek (1951), gre pa za načelo, da je svet oziroma razmerje med svetom in človekom nekaj absurdnega. Absurd nastane iz dejstva, da svet in človek nista skladna, temveč nasprotna. Človek vselej hrepeni po absolutnem, po enotnosti, po popolnosti vsega, kar je, ter predvsem po umni urejenosti. Svet je v svoji nesmiselnosti nasproten tako človekovemu umu kot njegovemu srcu. Absurd je večen in nerazrešljiv, saj človek ne neha hrepeneti po absolutnem, svet pa ostaja nerazumljiv. Absurdnost je tako edina vez med človekom in svetom.

## Dela

### Romani
- Tujec (L'Étranger, 1942), prev. Jože Javoršek (1965)
- Kuga (La Peste, 1947), prev. Jože Javoršek
- Padec (La Chute, 1956)
- Srečna smrt (La Mort heureuse, posthumna izdaja, 1971), prev. Katja Šaponjić (2013)
- Prvi človek (Le premier homme, nedokončano delo, posthumna izdaja, 1994), prev. Mojca Mihelič (2002)

### Kratke zgodbe
- Izgon in kraljestvo (L'exil et le royaume, zbirka kratkih zgodb, 1957)

### Gledališke igre
- Kaligusa (krstna izvedba 1945, delo je bilo dokončano leta 1938), prev. Ciril Kosmač (1984), Jaroslav Skrušný (1997)
- Nesporazum (Le Malentendu, 1944), prev. Radojka Vrančič (1984)
- Obsedno stanje (L'État de Siège, 1948)
- Pravični ljudje (Les Justes, 1949), prev. Jože Javoršek (197?)

### Filozofski eseji
- Mit o Sizifu (Le Mythe de Sisyphe, 1942), prev. Janez Gradišnik (1980)
- Uporni človek (L'Homme révolté, 1951)
- Obe plati (L'Envers et l'Endroit, 1937), prev. Alenka Moder Saje (1998)
- Svatba (Noces, 1938), prev. Alenka Moder Saje (1998)
- Poletje (L'Été, 1954), prev. Alenka Moder Saje (1998)
- Razmišljanje o giljotini (Réflexions sur la guillotine, 1957), prev. Jaša Zlobec (1989)
- Proti neredu sveta: kritični spisi, izbrala in prevedla Suzana Koncut (2010)

### Drugo
- Pisma nemškemu prijatelju (Lettres à un ami allemand, zbirka člankov, objavljenih v ilegalnem časopisu Combat, 1945)
- Beležnice I: maj 1935 - februar 1942 (Carnets I, 1962), prev. Vera Troha (2012)

## Camus in Slovenci
Camus se je na Slovenskem najprej pojavil kot dramatik. Pomembnejše uprizoritve njegovih del je režiral Andrej Hieng (drami Nesporazum in Caligula). V petdesetih letih se je kot odgovor na kritike eksistencializma pojavil prevod eseja Umetnik in svoboda, ki je sprožil velik odziv. Pojavili so se članki o Tujcu in Sizifovemu mitu, največ pozornosti pa je bilo namenjene eseju Uporni človek.
O Camusu so med prvimi pisali Mirko Zupančič, Vladimir Bartol, Bogdan Pogačnik, Lojze Smasek in Božidar Borko. Dobra poznavalka avtorjevega dela je bila Marjeta Vasič, ki je med drugim prispevala spremne besede več slovenskim prevodom. 
Med prve pomembnejše prevajalce Camusovih del spadajo Radojka Vrančič, Janez Gradišnik in Jože Brejc. Prevajali so ga Ciril Kosmač, Jaroslav Skrušný, Alenka Moder Saje, Mojca Mihelič, Katja Šaponjić, Jaša Zlobec, Vera Troha in Suzana Koncut.
Pisateljeva dela so vplivala na številne slovenske avtorje, med katerimi so Boris Grabnar, Marjan Rožanc, Dominik Smole, Jože Hudeček, Evald Flisar in Primož Kozak.